# 多留姫の滝
多留姫の滝（たるひめのたき）は、長野県茅野市にある滝。樽姫の滝とも書く。茅野市指定文化財。

## 地理
多留姫の滝は、茅野市中心市街地の東、大泉山のふもとを流れる柳川に懸かる。大泉山の頂上からは富士山を望むことができ、その左手に八ヶ岳がそびえ、眼下に見えるのが多留姫の滝である。まず高さ・幅ともに9メートルで落水し、次いで向きを直角に変え、高さ3メートル・幅1メートルで落水する。『長野縣町村誌』によると、その形は玉簾を掛けたようで、「潺々湲々」と水が流れ落ち、その音はまるで風中の琴のよう。春は藤の花にホトトギス、夏は納涼、秋は紅葉、冬は飛雪と、四季を通して滝の景色が楽しめるとある。滝のすぐ下流には柳影橋やながれ橋が架かり、さらに長野県道・山梨県道17号茅野北杜韮崎線の多留姫大橋が谷をひとまたぎする。
滝のそばに多留姫神社があり、建御名方神（諏訪大社の祭神）の子・多留姫神（多留の御前）をまつっている。神社の面積は446坪で、創建の時期は不明だが、少なくとも750年前にはすでに存在していたことを示す文献がある。
茅野市は1988年（昭和63年）7月29日付で多留姫の滝を名勝（瀑布）として茅野市指定文化財に指定。現在、滝周辺を多留姫文学自然の里として開放している。地元の中沢区・御作田区・田道区は共同で多留姫文学自然の里創造委員会をつくり、整備や催事の運営を行っている。滝周辺には松尾芭蕉ほか多くの歌人・俳人による作品を刻んだいくつもの石碑が建立されており、自作の歌や俳句を投稿できる投句箱も用意されている。多留姫文学自然の里のマスコットはたるひめちゃんで、滝を背景にが滝壺に浮かんだ巻物に腰掛けるキャラクターの姿を描く。2014年（平成26年）度は里の10周年記念行事を催すこととしており、新たに地元の高校生がデザインした美少女キャラクターの紫音（しおん、フジの紫色と滝の音から命名）をマスコットに起用している。

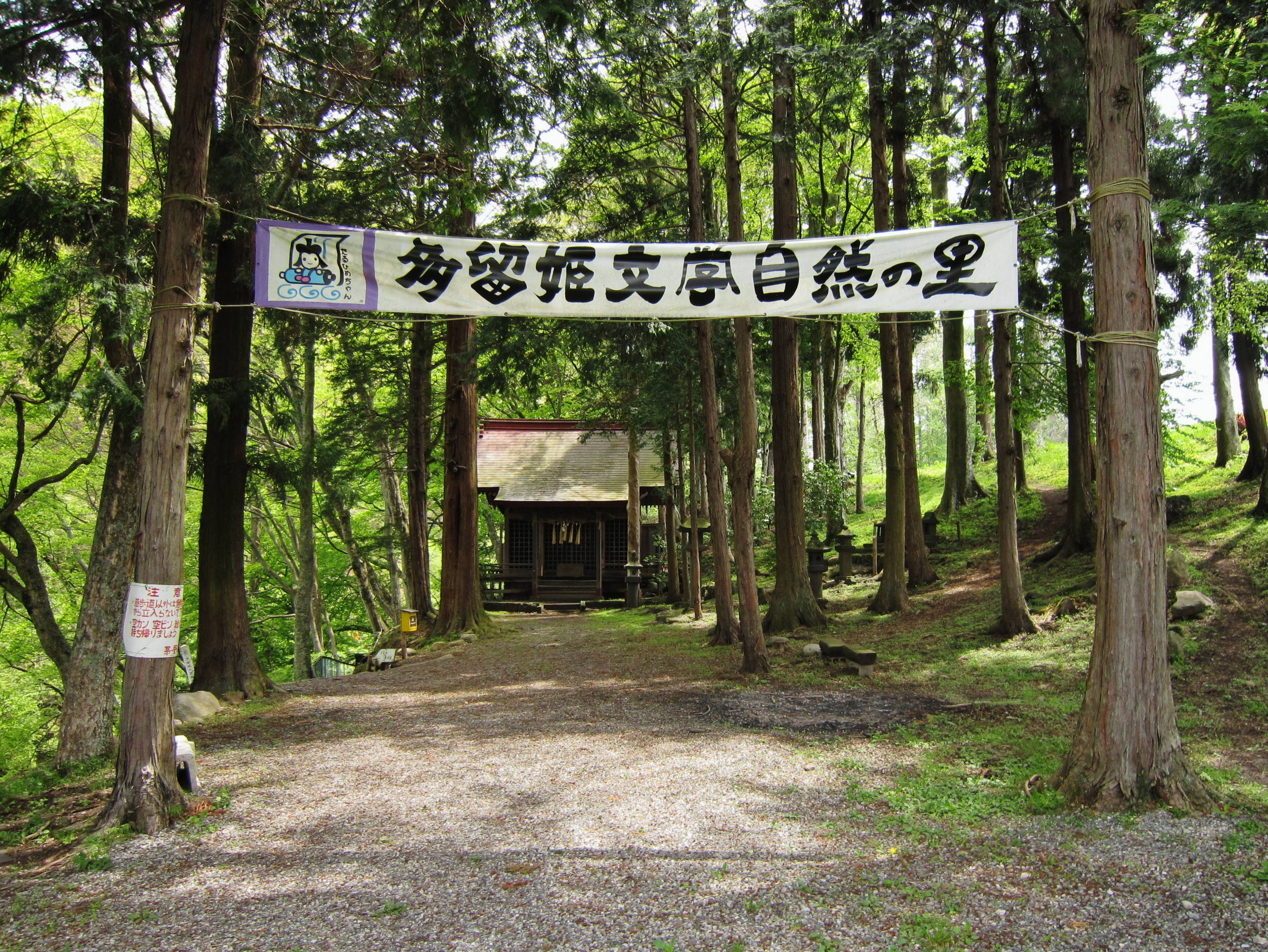
多留姫神社
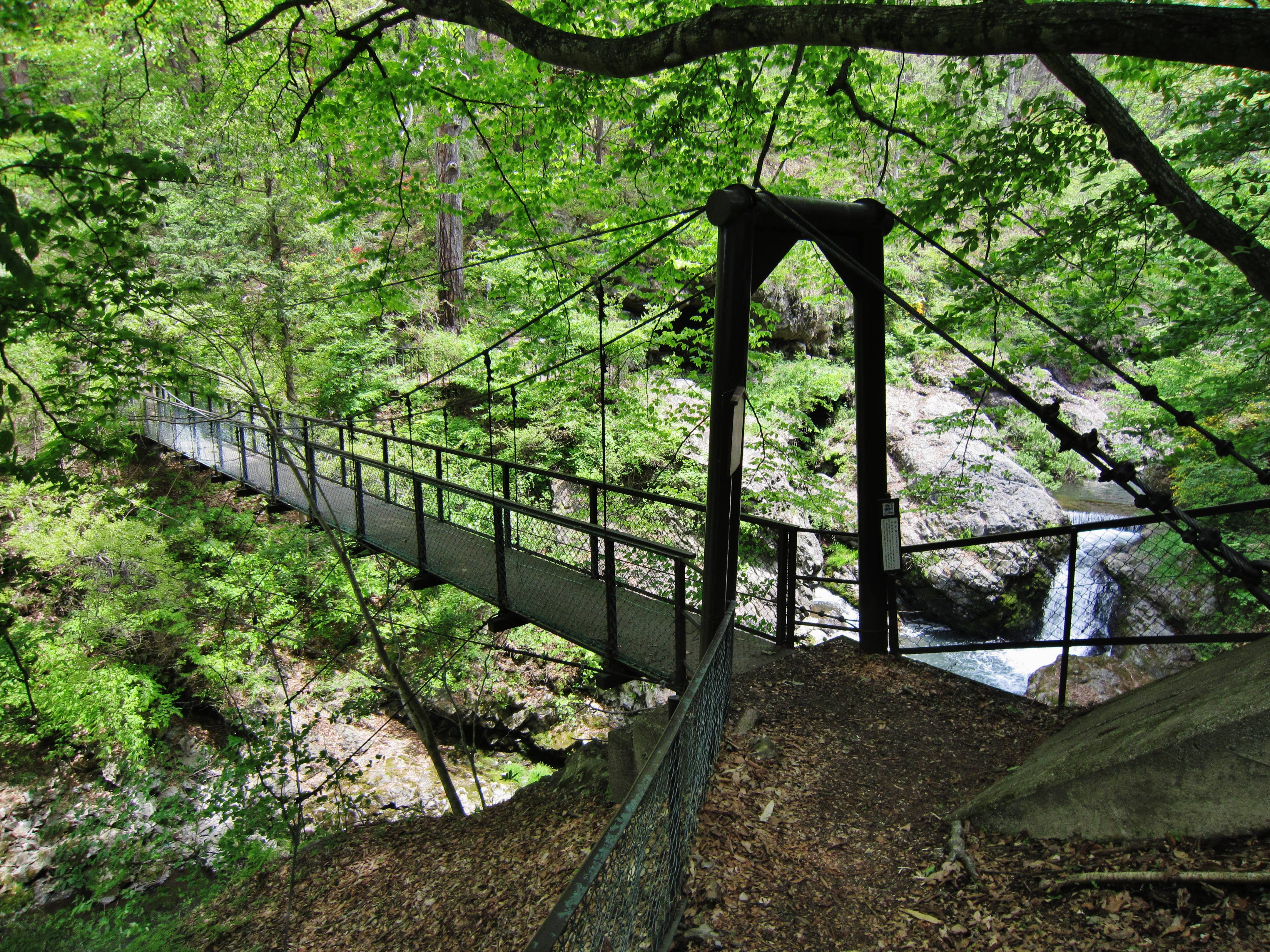
柳影橋
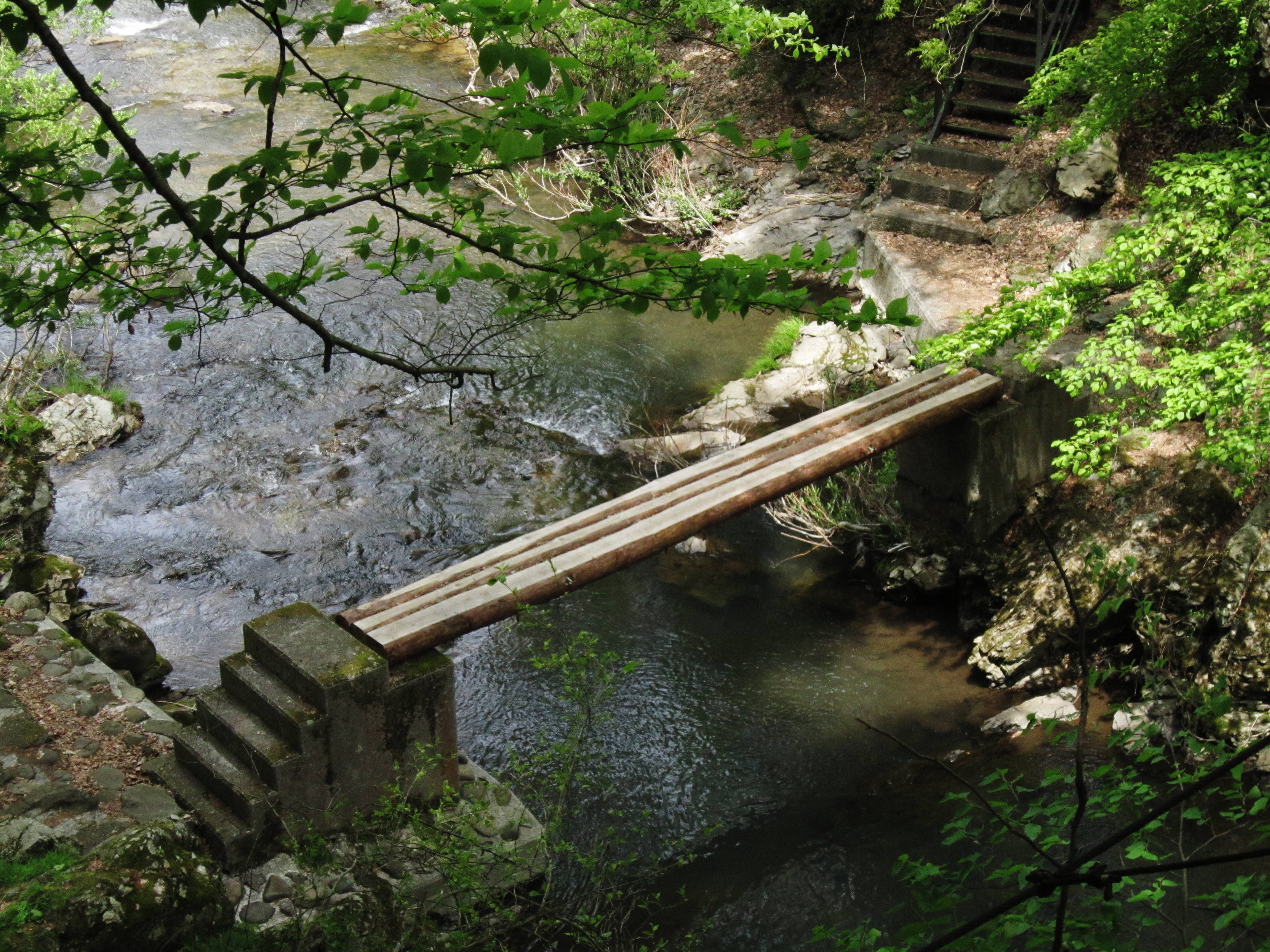
ながれ橋
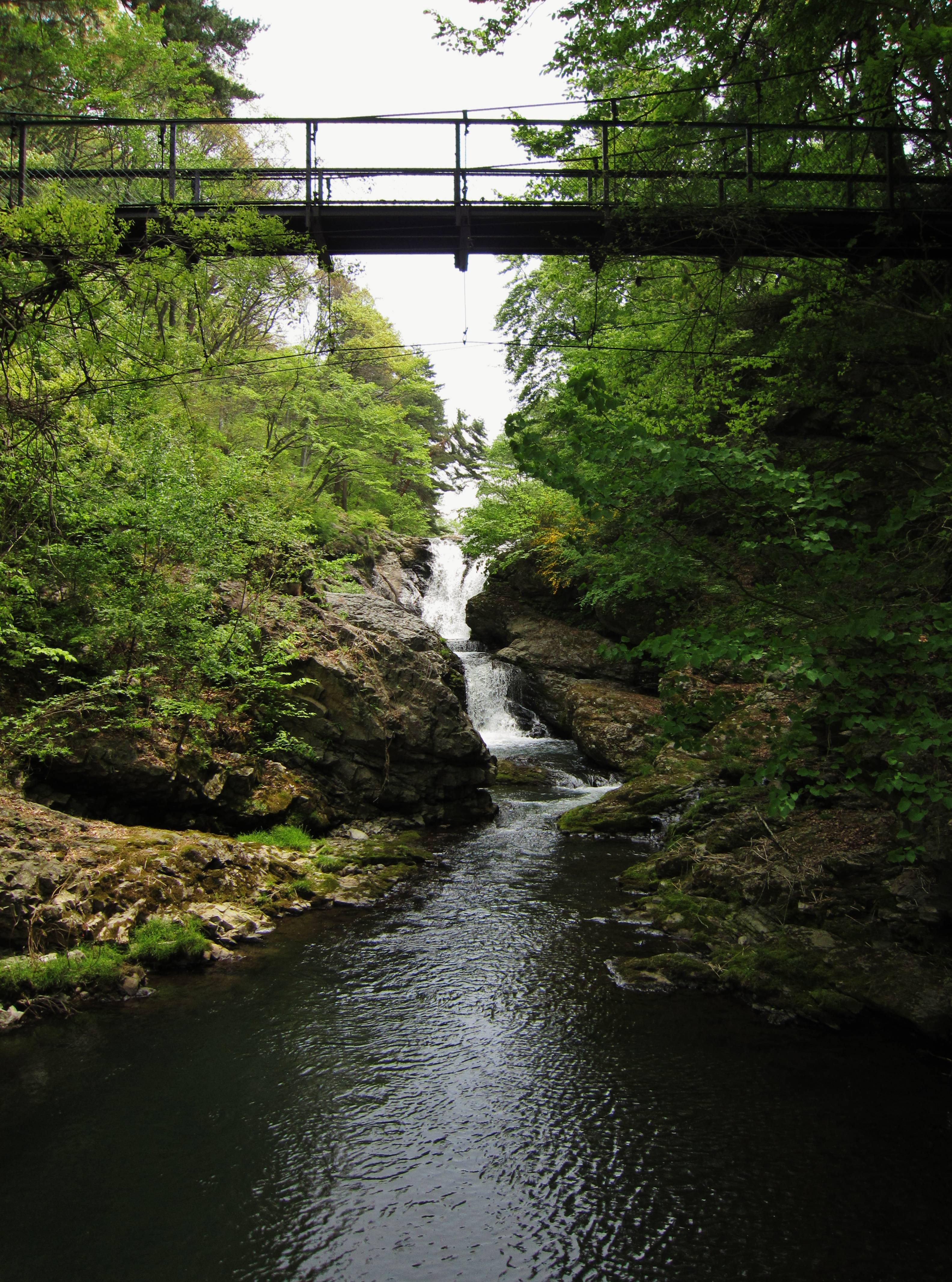
ながれ橋から多留姫の滝を望む
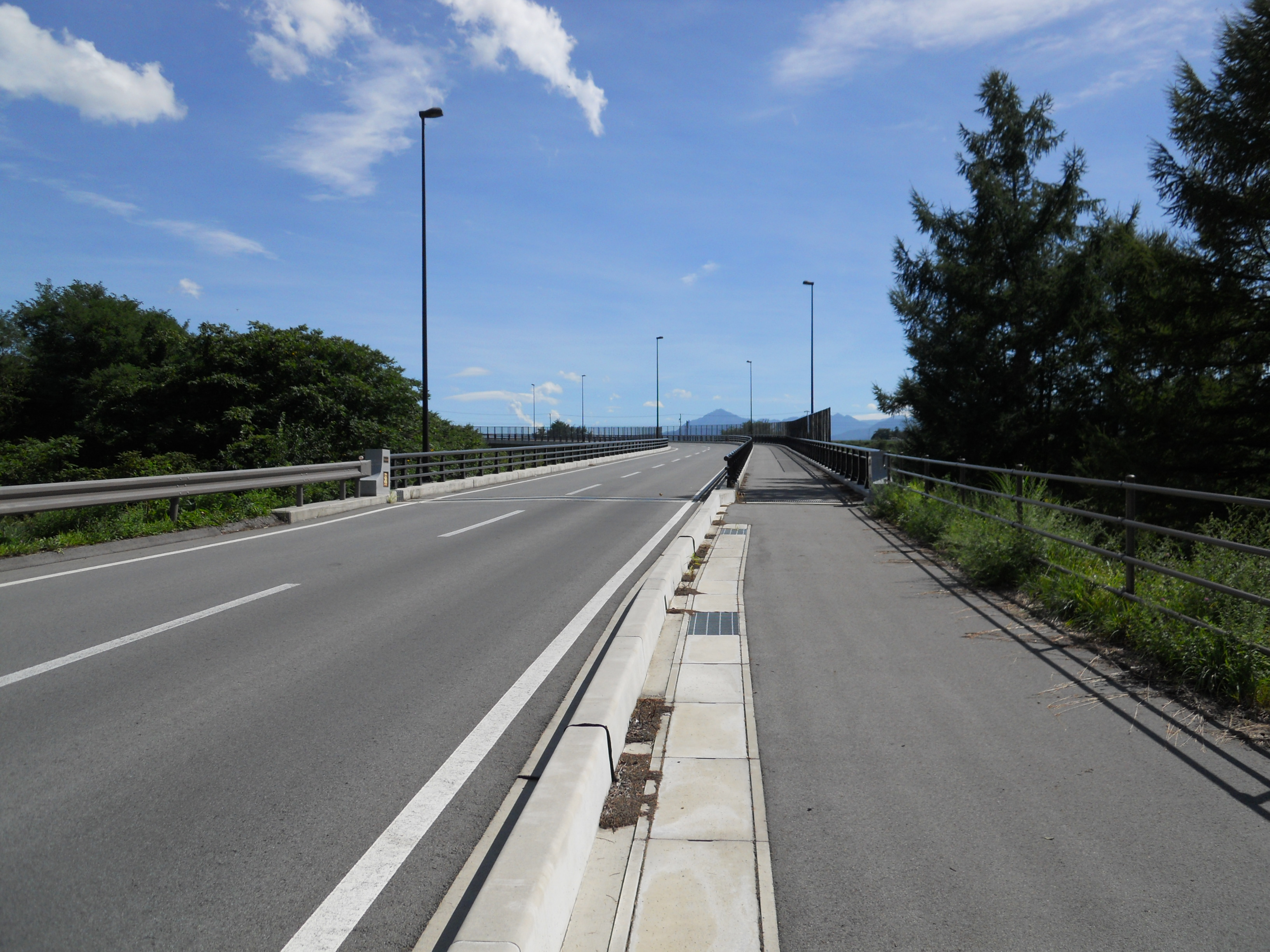
多留姫大橋

## 伝承

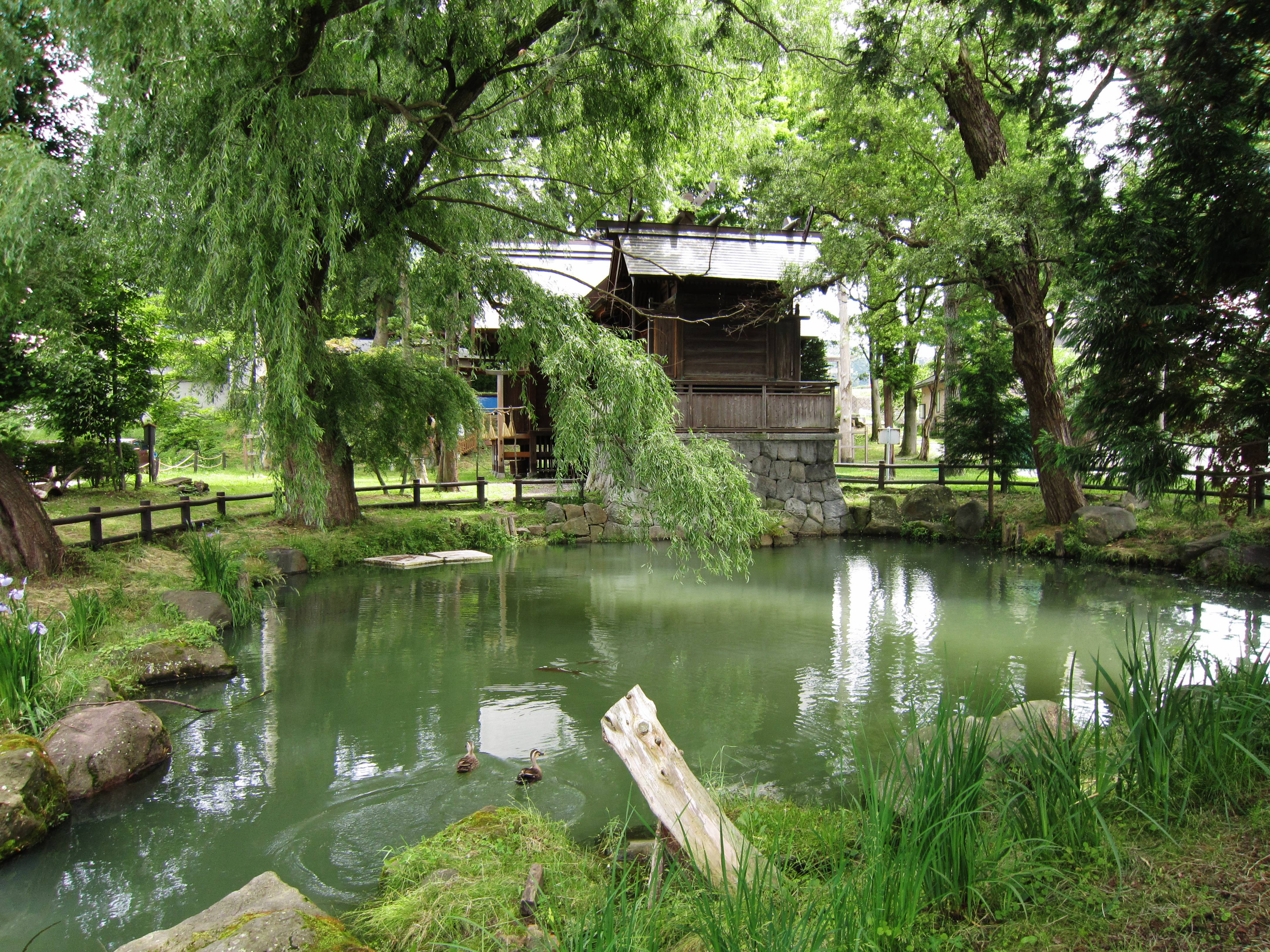
葛井神社の池

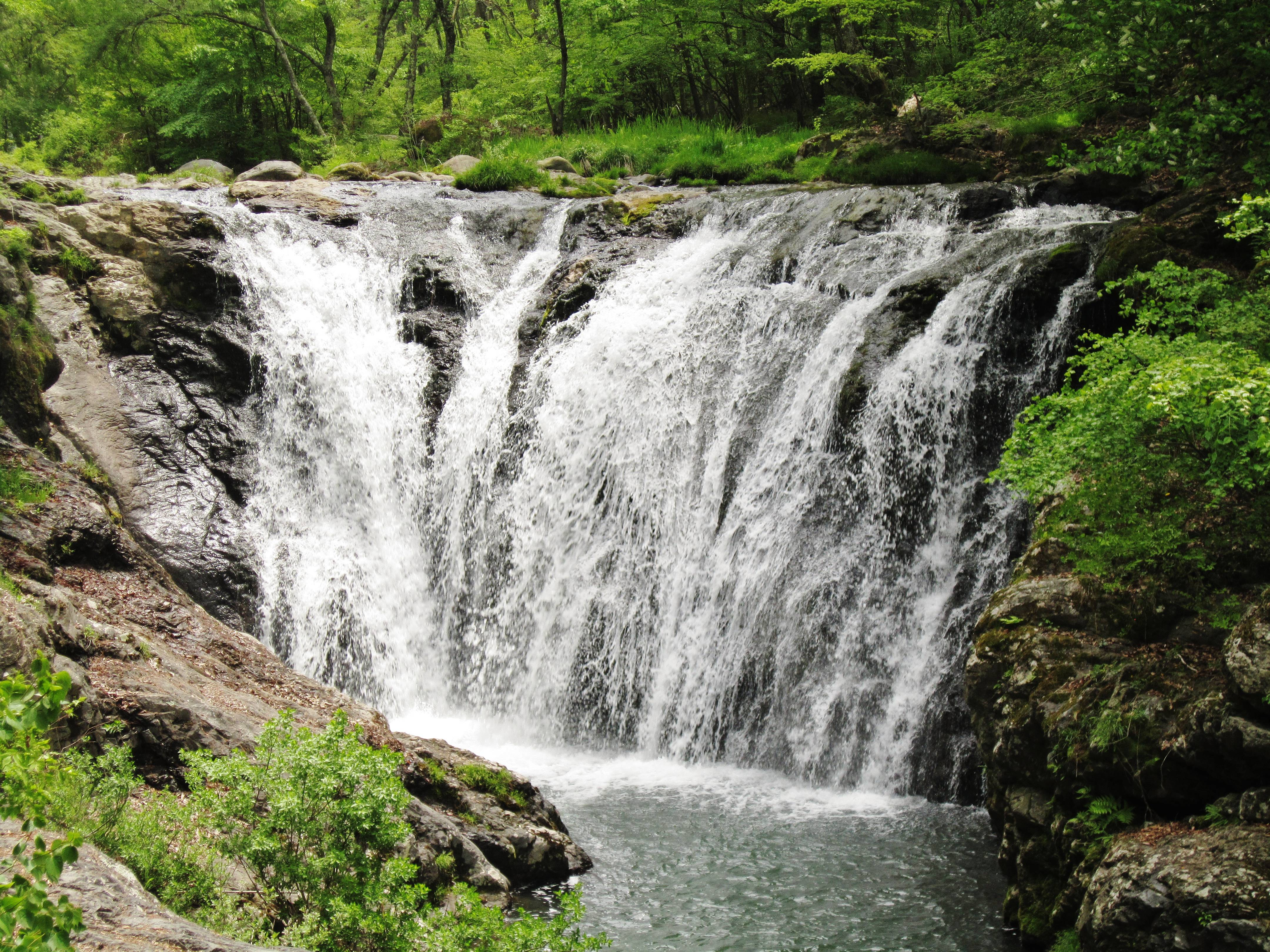
多留姫十二勝・獅子吼瀑
（多留姫の滝上段）

椀貸伝説
多留姫が村人に膳椀を必要な分だけ貸してくれる、というもの。『長野県史』に紹介されているものを要約して以下に記す。
むかし、働き者で仲むつまじい夫婦が子供を授かった。出産のお祝い事をしようとしたが、貧しかった彼らは客を迎え入れるだけの数の膳椀を持っていなかった。ある日のこと、土手で休んでいると夢の中に多留姫が現れ、紙に必要な膳椀の数を書いて滝壺に落とすよう告げた。夫婦二人とも同じ夢を見たので言うとおりにすると、翌朝には滝壺に膳椀が用意されていた。夫婦はお祝い事をすることができ、使った膳椀を洗って滝壺に返した。この話を聞いた怠け者が、同じような方法を試して膳椀を手に入れた。返すとき、一つくらいなら分からないだろうと思って全部を返さなかったため、以来多留姫は貸すことをやめてしまった。
このほか、貸した膳椀が壊されてしまったために貸さなくなった、という話もある。
抜け穴伝説
多留姫の滝に流した物が別の場所で発見される、というもの。滝壺に椀や糠を流したところ、それが茅野市ちの上原にある葛井神社の池に浮かんでいたという。なお、この葛井神社の池にはさらなる抜け穴伝説が存在しており、諏訪大社大晦日の神事のあと、お供え物を投げ込むと遠江国（静岡県）にある池に浮かぶとされ、諏訪大社七不思議の一つに挙げられている。

## 多留姫十二勝
多留姫十二勝は、多留姫神社周辺にある12か所の選りすぐりの景勝地のことである。1902年（明治35年）の神社整備に合わせて選定されたのが始まりで、1906年（明治39年）に小平雪人と坪井咬菜が改めて選定した。多留姫十二勝は以下の通り。
1. 機山堂（きざんどう） - 最澄の作といわれている仏像を安置している場所。
2. 待月壇（たいげつだん） - 八ヶ岳から上る月を眺める場所。
3. 古藤径（ことうけい） - 神社から橋へ下る小道。
4. 柳影橋（りゅうえいきょう） - 柳川に架かる橋で、その影が柳川の水面に映ることに由来。
5. 甑岩（こしきいわ） - 乞食が寝泊まりしていた「乞食岩」を由来とする洞穴。
6. 獅子吼瀑（ししくたき、ししくばく） - 多留姫の滝そのもの。
7. 喚魚潭（かんぎょたん） - 多留姫の滝の滝壺。
8. 載酒亭（さいしゅてい） - 四阿。滝に酒を捧げる、もしくは酒を酌み交わす場所。
9. 烏巾峰（うきんほう、えぼしいわ） - 山伏や天狗が頭に被っている黒い頭巾（=烏巾）に似た巨岩。
10. 蛍火台（けいかだい） - 柳川を舞う蛍を眺める場所。現在は農薬のため蛍は生息していない。
11. 望岳丘（ぼうがくきゅう） - 富士山や八ヶ岳などの山々が望める場所。
12. 採芝林（さいしりん） - 村人が芝刈りに行く場所。

## アクセス
公共交通機関
多留姫神社から西へ歩くと機山堂があり、これを通過し長野県道188号上槻木矢ヶ崎線の中沢交差点に出ると、近くに中沢バス停がある。JR中央本線・茅野駅から路線バスの中沢線に乗車、中沢バス停まで20分間弱である。

## 多留姫の滝に関連する作品
- 『玉川村の歌』 - 作家の島木赤彦による。多留姫の滝が登場する[20]。